# Húy kỵ
Húy kỵ hay kiêng húy (đôi khi gọi là kị húy hoặc tỵ húy; n.đ. "tránh tên") là việc tránh dùng một số tên để bày tỏ sự tôn trọng trong xã hội tại các nước quân chủ chuyên chế thuộc khu vực văn hóa chữ Hán. Theo luật của một số nước thời xưa, mọi người dân phải kiêng kỵ tên húy của vua bằng cách không được phép dùng để đặt tên cho con cái trong gia đình cũng như không được phép dùng trong văn tự hay trong lời nói hàng ngày. Trong gia đình, con cái có thể kiêng gọi tên thật của ông bà tổ tiên do truyền thống văn hóa. Trong đời sống xã hội, có thể là do mê tín dị đoan mà người dân tránh dùng một từ nào đó.

## Tại Việt Nam

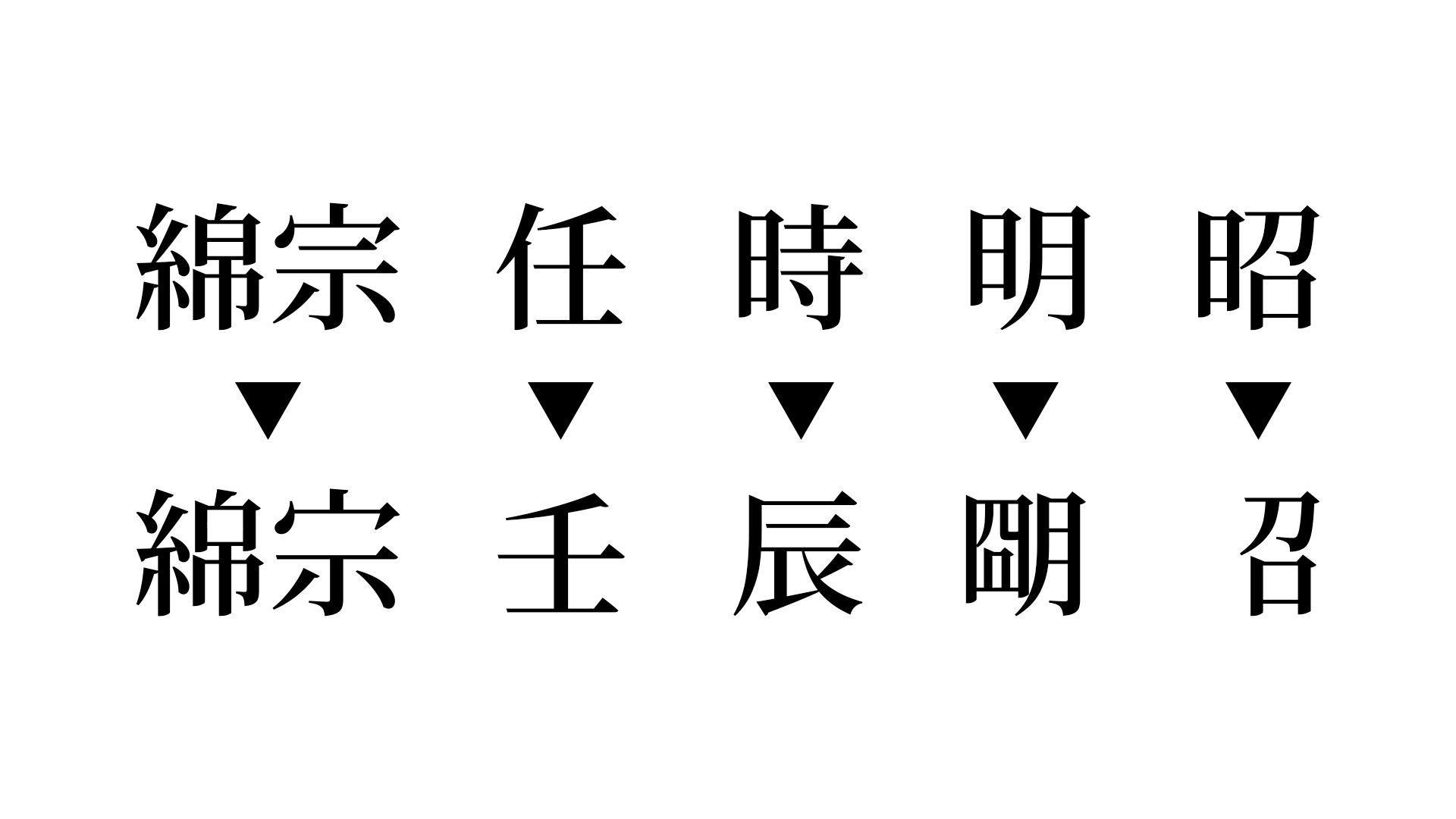
Những tên kỵ húy của nhà Nguyễn.

### Viết biến dạng

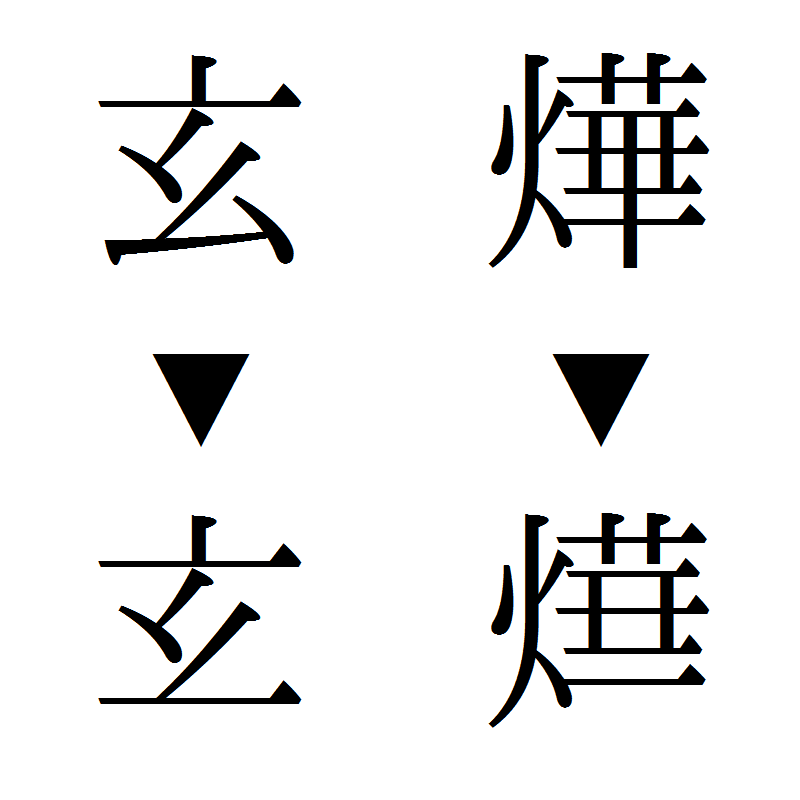
Tên thật của Khang Hi là Huyền Diệp (玄燁) được bỏ bớt nét trên mỗi chữ.